# آيت بن يعقوب
آيت بن يعقوب هي قرية أمازيغية مغربية وجماعة قروية وسط غربي المغرب. تنتمي آيت بن يعقوب لإقليم ميدلت بجهة درعة تافيلالت. تضم هذه الجماعة القروية 4.310 نسمة (إحصاء 2004).